# Base aérienne de Skrydstrup
La base aérienne de Skrydstrup de l'Armée de l'air royale danoise est une infrastructure active située à Haderslev.

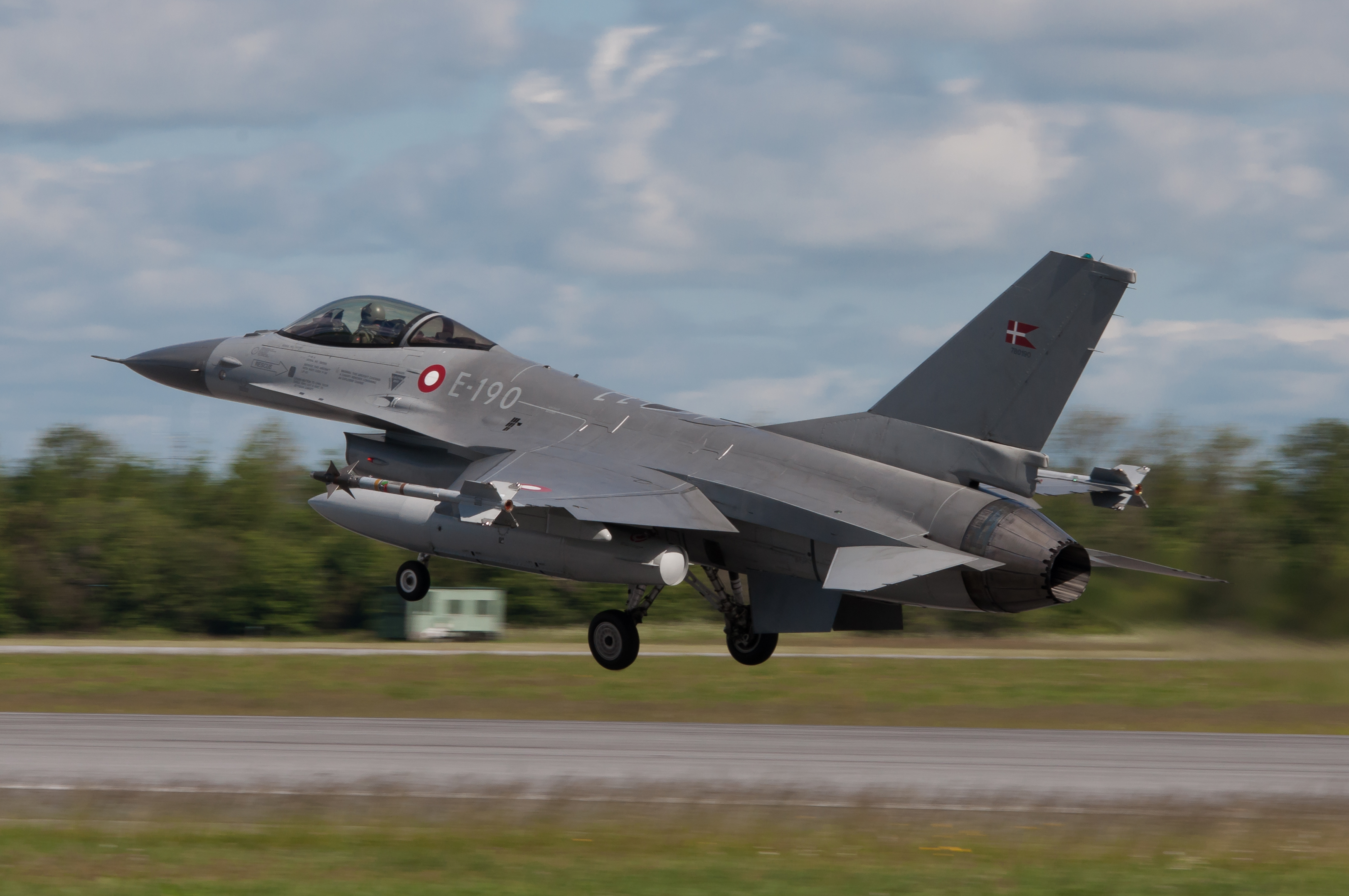
F-16 de l'escadron 727 danois.
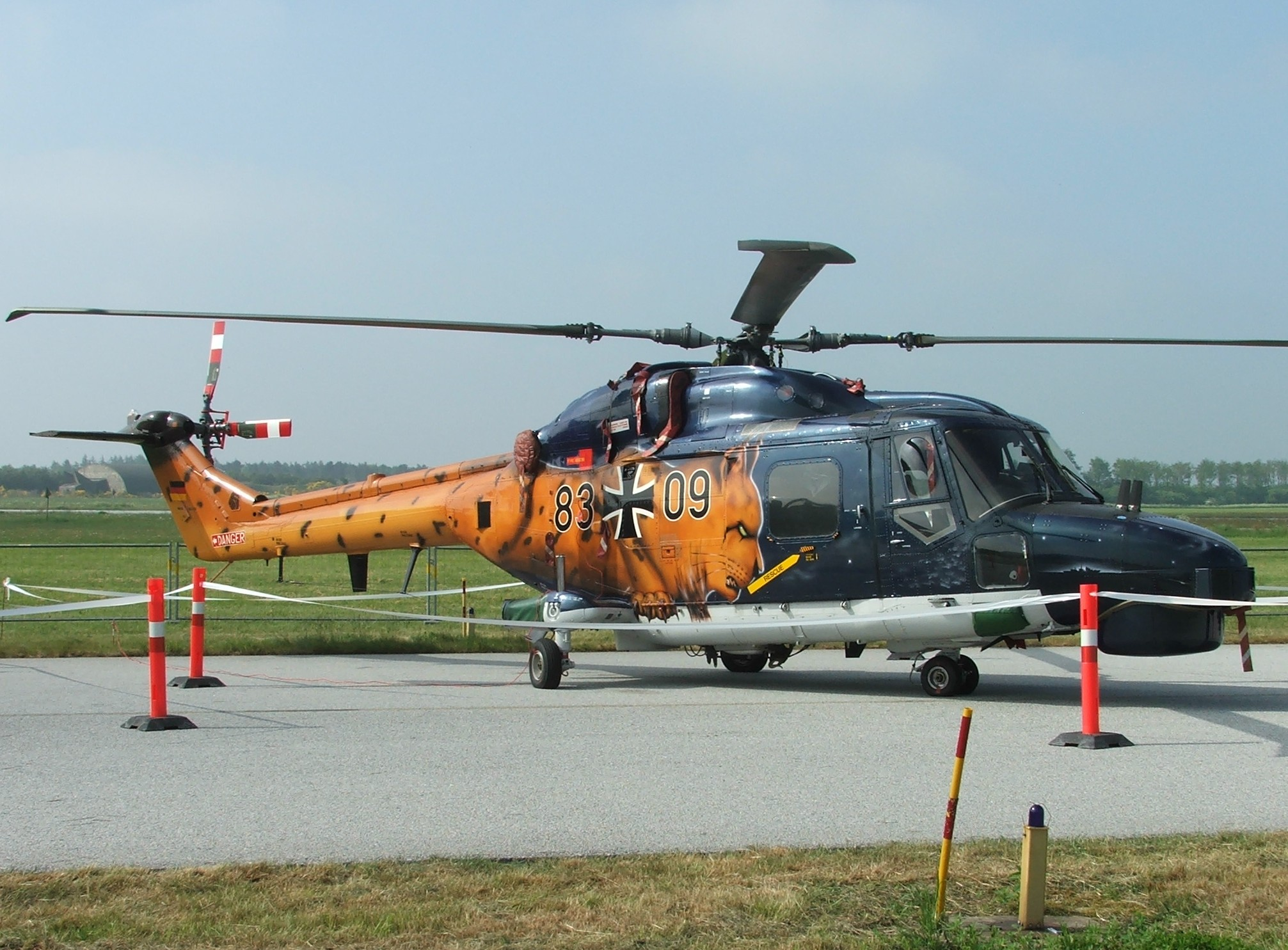
Démonstration aérienne de 2006,
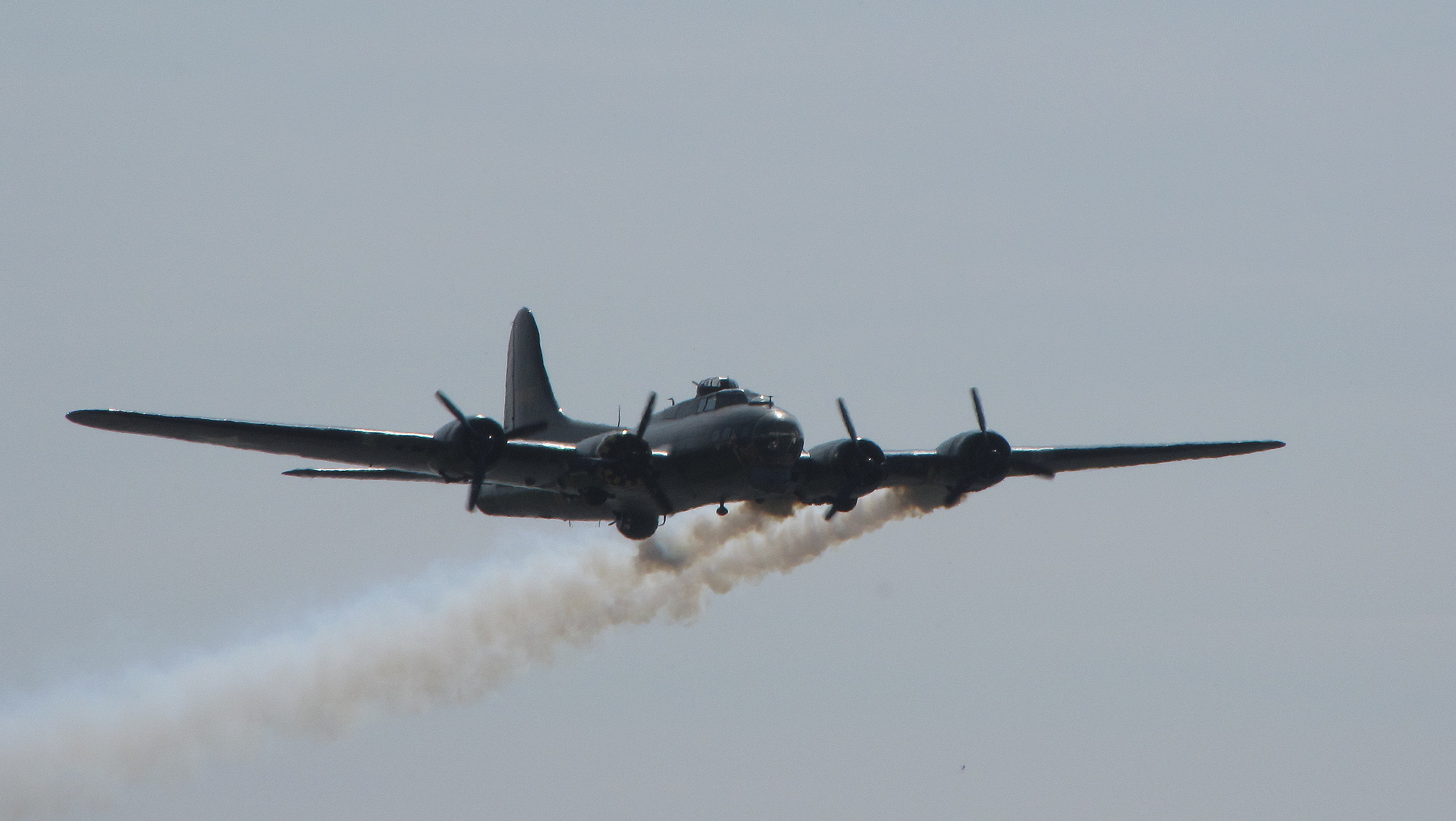
de 2010,
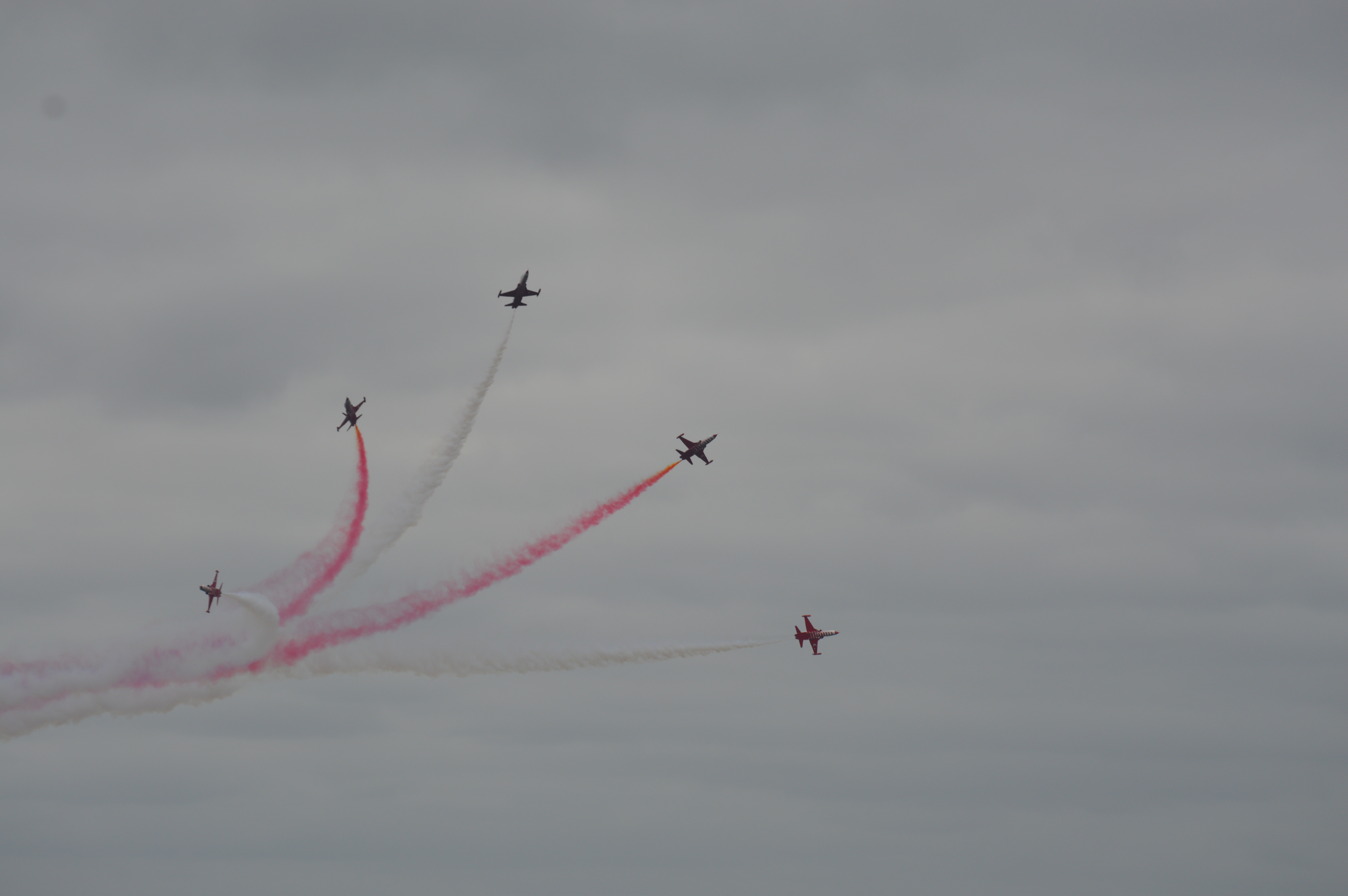
les Etoiles de Turquie en
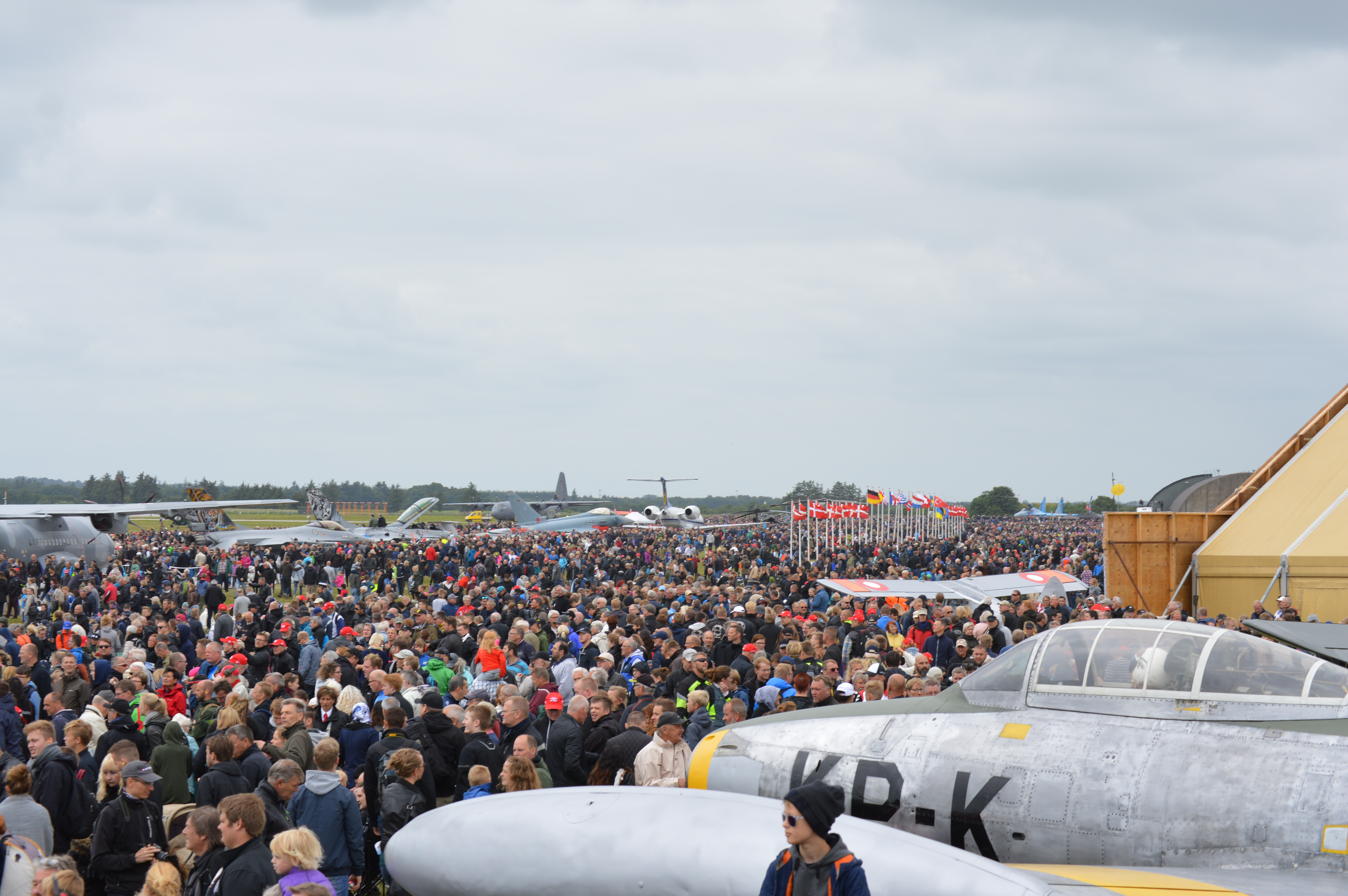
2016.